# Effetto Lombard

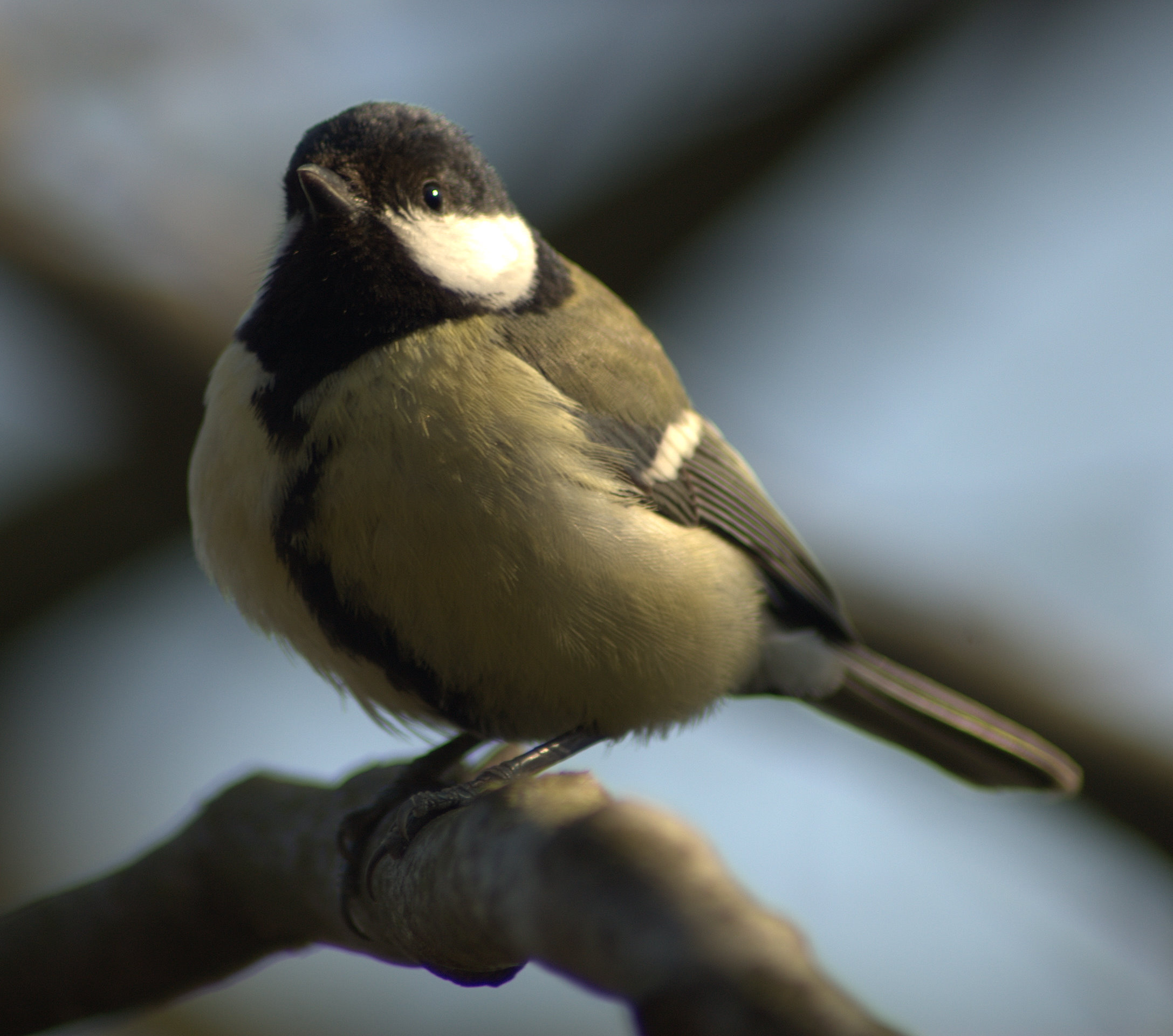
La cinciallegra aumenta la frequenza del suo canto nelle zone urbane soggette ad inquinamento acustico per far in modo che non venga mascherato e quindi non percepito dagli altri uccelli. Anche se la cinciallegra ottiene un modulazione della frequenza di canto, cantando diversi motivi, in altri uccelli urbani la variazione di frequenza potrebbe essere correlata all'effetto Lombard. Per esempio, negli esseri umani, l'effetto Lombard risulta dall'aggiustamento della frequenza del discorso.

L'effetto Lombard (Lombard effect o Lombard reflex) è la tendenza involontaria dei parlanti ad aumentare l'intensità della loro voce in presenza di un rumore di fondo che interferisce con la comprensione della voce umana. Lo sforzo e il cambiamento non riguarda solo l'intensità, ma anche altre caratteristiche acustiche come altezza, ritmo e durata sillabica. Questa compensazione ha come risultato l'aumento nell'ascoltatore del rapporto segnale rumore e quindi della maggiore comprensione delle singole parole.
Gli effetti sono legati alle effettive necessità di comunicazione, tanto è vero che sono ridotti in caso di ripetizione di parole o quando non necessario.  Poiché l'effetto è anche involontario viene utilizzato come mezzo per rilevare colorazioni nella simulazione della perdita dell'udito. Una ricerca su uccelli e scimmie ritiene che l'effetto si verifichi anche nelle vocalizzazioni di animali non umani.
L'effetto fu scoperto nel 1909 da Étienne Lombard, un otorinolaringoiatra francese.

## Discorso di Lombard
Quando si ascolta in ambiente rumoroso, gli ascoltatori percepiscono meglio il discorso registrato nel rumore rispetto a quello registrato in una zona tranquilla e poi riprodotto con lo stesso livello di mascheramento uditivo. Cambiamenti tra discorso normale ed effetto Lombard comprendono:
- incremento fonetico della frequenza fondamentale
- passaggio di energia dalle bande a bassa frequenza a quelle a media o alta,
- incremento dell'intensità sonora,
- incremento della durata delle vocali,
- inclinazione spettrale
- passaggio della frequenza centrale di formante da F1 (principalmente) a F2.
- la durata della parole di contenuto viene molto prolungata nel rumore rispetto a quella delle parole di funzione.[11]
- vengono utilizzati grandi volumi polmonari,[12]
- le parole sono accompagnate da ampie espressioni facciali ma questi non aiutano tanto quanto i suoi cambiamenti di suono.[13]

Questi cambiamenti non possono essere controllati istruendo una persona a parlare come farebbe in silenzio, anche se le persone possono imparare con il feedback.
L'effetto Lombard si verifica anche in seguito laringectomia quando le persone a seguito di logopedia parlano con discorso esofageo.

## Meccanismi
L'intelligibilità della propria vocalizzazione individuale può essere regolata con riflessi audio-vocali utilizzando il proprio udito (loop privato), oppure può essere regolata indirettamente in termini di quanto bene gli ascoltatori possono ascoltare la vocalizzazione (loop pubblico). Entrambi i processi sono correlati all'effetto Lombard.

### Loop privato
Un oratore è in grado di regolare le sue vocalizzazioni, in particolare la sua ampiezza relativa al rumore di fondo a seguito di riflessivo feedback uditivo. Tale feedback uditivo è noto per mantenere la produzione della vocalizzazione poiché la sordità colpisce l'acustica vocale sia degli esseri umani che degli uccelli. Cambiando il feedback uditivo cambia anche la vocalizzazione nel linguaggio umano o nel canto degli uccelli. Nel tronco encefalico sono stati trovati circuiti neurali che consentono tale adeguamento reflex.

### Loop pubblico
Un oratore è in grado di regolare le sue vocalizzazioni ad alto livello cognitivo osservando le conseguenze sull'uditorio.  In questo auto monitoraggio dell'aggiustamento delle vocalizzazioni, in termini di associazioni apprese sulle caratteristiche delle vocalizzazioni, quando fatte nel rumore, creano efficienti comunicazioni.  L'effetto Lombard è stato notato maggiore in quelle parole che sono importanti per capire un discorso, suggerendo che questi effetti cognitivi sono importanti.

### Sviluppo
Entrambi i processi esistono nei bambini. C'è uno sviluppo che sposta però dall'effetto Lombard essendo legato all'autocontrollo acustico nei bambini piccoli per l'adeguamento delle vocalizzazioni allo scopo di aiutare la sua intelligibilità nei confronti degli adulti.

### Neurologia
L'effetto Lombard dipende dai neuroni audio-vocali della regione periolivaria dell'oliva pontina e dell'adiacente formazione reticolare pontina. È stato suggerito che l'effetto Lombard potrebbe anche coinvolgere le aree corticali superiori che controllano queste basse aree del tronco encefalico.

## Canto corale
Gli artisti del coro riscontrano un ridotto feedback dovuto al suono dei loro colleghi sulla loro voce. Ciò si traduce in una tendenza a cantare ad un livello più elevato se non è controllato da un direttore. I solisti addestrati possono controllare questo effetto, ma è stato suggerito che dopo un concerto potrebbe parlare più forte in ambienti rumorosi, come nei ricevimenti post-concerto.
L'effetto Lombard colpisce anche i suonatori di chitarra.

## Vocalizzazione degli animali
Il rumore è stato trovato influenzare le vocalizzazioni degli animali che vocalizzano in un contesto di inquinamento acustico umano. 
Sperimentalmente, l'effetto Lombard è stato rinvenuto nella vocalizzazione di:
- Parrocchetto ondulato[7]
- Gatto[26]
- Gallina[27]
- Uistitì dai pennacchi bianchi[28]
- Tamarino edipo[29]
- Quaglia giapponese[30]
- Usignolo comune[8]
- Macaco Rhesus[9]
- Saimiri[20]
- Diamante mandarino[31]